# 徐锦江 (1962年)
徐錦江（1962年6月—），浙江寧波人，上海社科院文學研究所所長、《解放日報》副總編輯、1997年參與籌辦《申江服務導報》並於後來擔任主編。中國作家協會會員。

## 學歷
小時在上海經歷文革。上海市愚園路第一小學、安化路第二中學，復旦大學中文系（1980-1984）。

## 職務
解放日報副總編輯、申江服務導報主編、上海報業集團高級記者，中國作家協會會員、上海市作家協會理事、上海市新聞工作者協會常務理事。

## 榮譽
2004年被評為上海市十佳新聞工作者。2008年被評為上海市地方領軍人才。2016年被評為全國新聞出版行業領軍人才。